# Cátedra Alicia Goyena
La Cátedra Alicia Goyena es un Aula Magna perteneciente al Consejo de Educación Secundaria.
Está ubicada en la calle Pablo de María 1079, ciudad de Montevideo. El lugar, convertido en museo y sede de actividades académicas y culturales fue la casa de la profesora Alicia Goyena, docente de trayectoria, y directora del Instituto Femenino Batlle y Ordóñéz durante treinta y tres años consecutivos.

## Fundación
En el año 1983, un grupo de docentes e intelectuales propuso al Consejo de Educación Secundaria la creación de una cátedra que albergara actividades culturales y de formación en el marco de la enseñanza secundaria a modo de rendir homenaje a la profesora Alicia Goyena. 
Tal solicitud sería archivada por las autoridades de la educación. Posteriormente la Inspectora General Prof. Rolina Ipuche Riva, eleva nuevamente al Consejo de Educación Secundaria el expediente, expresando la necesidad de acelerar dicho trámite. 

“Creemos llegado el momento de acelerar este trámite y elevar el expediente para que el Consejo se sirva de tomar resolución, no extendiéndonos sobre la justicia y el símbolo que significarían el homenaje académico a una personalidad que fue tradicional orgullo de la docencia nacional"..

La idea primaria consistía en instalar dicha cátedra en el edificio construido para albergar al entonces Instituto Femenino Batlle y Ordóñez (IBO), el cual posteriormente se convirtió en la sede del Instituto de Profesores Artigas. En diciembre de 1985, tras la restauración de la democracia en Uruguay, se autorizó la creación del Aula Magna el cual se instalaría en la antigua casa de Alicia Goyena, propiedad que la docente legó al Consejo de Educación Secundaria.
Hasta ese entonces, la finca albergaba el Departamento de Documentación Estudiantil.  autorizarse la creación de la cátedra, se hizo necesario restaurar el edificio, cuyas obras estuvieron a cargo de la arquitecta Cristina Calzolari.

## Inauguración

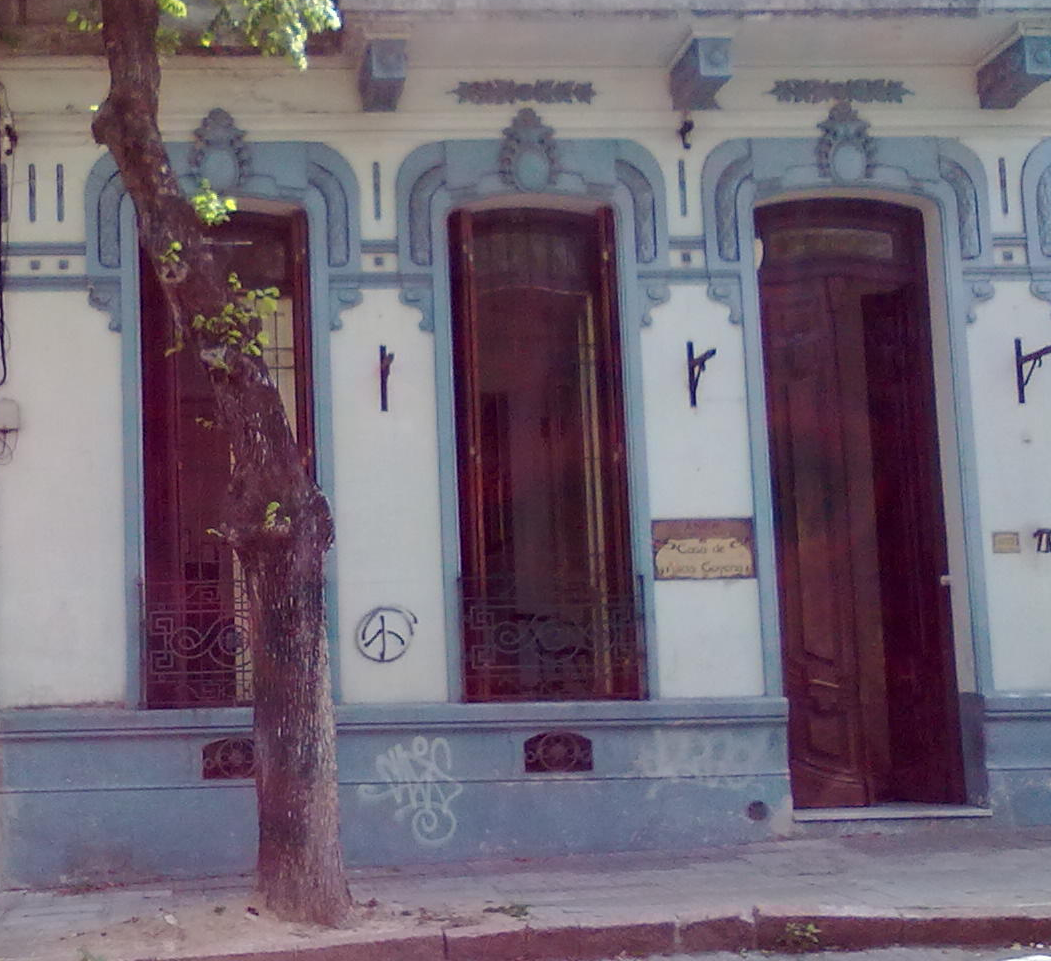
Fachada de la casa de Alicia Goyena, sede de la Cátedra desde 1986

El 15 de septiembre de 1986, fue inaugurada en forma oficial bajo el nombre de Cátedra "Alicia Goyena".
El espíritu fundacional de quienes fueron sus impulsores, consistió en concentrar actividades académicas, artísticas, literarias y científicas en un mismo espacio, destinado a la formación permanente de los docentes uruguayos, como una muestra de respeto a la memoria de quien impulsó la educación de las ciudadanas y fomentó todas las manifestaciones culturales de la época desde la institución que dirigió.
La primera docente en ejercer la dirección de la cátedra, fue la profesora Susana Poulastrou.
El edificio cuenta con la biblioteca "Sala Carlos Real de Azúa"., una sala de lectura, dos salas de exposiciones y una destinada a conferencias. Asimismo, posee una sala para audiovisuales.
En dicho edificio, se conservan además, parte del mobiliario y utensilios que pertenecieran a la profesora Goyena. Entre ellos dos bibliotecas completas con los ejemplares originales de sus libros, el juego de sillones de su despacho, un escritorio, y el cuadro de Rodó obra del pintor Casanova Clerch, entre otros objetos de gran valor patrimonial e histórico.
|                                                                      |
| Juego de sillas original perteneciente a la profesora Alicia Goyena. |

|                                         |
| Sillones del despacho de Alicia Goyena. |

|                                             |
| Bibliotecas y libros que se han conservado. |

|                                        |
| Programa de actividades de la Cátedra. |